# Đội tuyển bóng đá quốc gia Bắc Síp
Đội tuyển bóng đá quốc gia Bắc Síp (tiếng Thổ Nhĩ Kỳ : Kuzey Kıbrıs Millî Futbol Takımı) đại diện cho Bắc Síp , một quốc gia trên thực tế . Họ là thành viên của NF-Board cho các quốc gia không trực thuộc FIFA, cho đến khi tổ chức này giải thể vào năm 2013. Sân nhà của Bắc Síp là Sân vận động Nicosia Atatürk ở Bắc Nicosia và huấn luyện viên trưởng của họ là Bülent Aytaç. Họ là nhà vô địch FIFI Wild Cup ở Đức vào tháng 6 năm 2006. Đội cũng là nhà vô địch Cúp ELF, giải đấu mà họ là chủ nhà, vào tháng 11 năm 2006. Hiện nay đội là thành viên của ConIFA. 
Do lệnh cấm vận đang diễn ra đối với Bắc Síp, đội không thể chơi các trận đấu quốc tế với các thành viên FIFA.